# إيلي كوهن (لاعب كرة قدم)
إيلي كوهن (بالعبرية: אלי כהן‏) هو لاعب كرة قدم إسرائيلي، ولد في 6 أبريل 1961 في إسرائيل. لعب مع مكابي حيفا.